# Strophocheilus
Strophocheilus é um gênero de gastrópodes pulmonados terrestres pertencente à família Strophocheilidae.
As espécies deste gênero são endêmicas da América do Sul.
Atualmente são conhecidas as seguintes espécies:
- Strophocheilus calus Pilsbry, 1901[4]
- Strophocheilus chubutensis Ihering, 1904 †[5]
- Strophocheilus debilis Bequaert, 1948
- Strophocheilus groeberi Miquel & Manceñido, 1999 †[6]
- Strophocheilus miersi Da Costa, 1904
- Strophocheilus pudicus (O.F.Müller, 1774)
- Strophocheilus tenuis Haas, 1955 [7]